# Germaine Berton
Germaine Berton (Puteaux, 7 de juny de 1902 – París, 5 de juliol de 1942) fou una obrera metal·lúrgica, sindicalista i anarquista francesa. El 22 de gener de 1923, fou declarada culpable de l'assassinat de Marius Plateau, director de la Ligue d'Action française i de la seua branca militant, els Camelots du roi. Volia assassinar Léon Daudet, una de les principals figures polítiques de l'Action Française, però no pogué trobar-lo. Volia venjar al polític Jean Jaurès així com a l'anarcosindicalista Miquel Almereyda i protestar contra l'ocupació del Ruhr. El 24 de desembre de 1923, el seu advocat Henry Torrès n'aconseguí l'absolució.

## Biografia
De classe obrera, el seu pare era un mecànic republicà i maçó, admirador de Jean Jaurès i anticlerical, mentre que la seua mare era creient i treballava com a mestra en una congregació religiosa. Se sentia molt unida al seu pare, que la portava a veure Jaurès, però tenia una relació complicada amb la seua mare. Li encantava jugar amb els seus companys de classe i participà en una obra de teatre a l'escola sobre el judici de Lluís XVI.
El 1912, quan tenia deu anys, la seua família es mudà a Tours, on entrà a l'Escola de Belles Arts i hi rebé el primer premi de dibuix. Hagué de deixar els estudis quan el seu pare va morir i es posà a treballar. La seua vida també quedà marcada per la Primera Guerra Mundial quan, als tretze anys, enamorada d'un soldat que havia estat assassinat, tractà de suïcidar-se tirant-se al Loira.

## Trajectòria
Germaine Berton treballà per primera vegada com a obrera en una fàbrica d'equips nord-americà. Fou reclutada en els tallers ferroviaris de Tours i es posà en contacte amb els militants i ferroviaris de la CGT, que eren els líders del moviment sindical. Després s'uní al Comité de defensa sindical. El 1918, participà en la reconstitució del Sindicat dels Metalls de Tours, tot i que l'acomiadaren de la fàbrica de Rimailho a Saint-Pierre-des-Corps per la seua activitat sindical. El seu supervisor l'anomenava "la verge negra".
El 1920, fou nomenada secretària adjunta del Comité Revolucionari Sindical de Tours. Fou membre del Partit Comunista Francés i escrigué articles violents en Le Réveil d'Indre-et-Loire. Aquest mateix any, se n'anà a París de juny a setembre i hi venia diaris i recaptava fons per obrir una revista titulada De l'acte individuel à l'acte collectif .Com a activista, defensava la idea de l'acció directa i la revenja social.

Entrà a la Union des anarchistes (UA) de París, i després al grup dels anarquistes individualistes del districte catorze. Escrigué articles en alguns diaris, expressant posicions antimilitaristes i revolucionàries. Publicà un article en el diari comunista Le Réveil, particularment notori perquè cridava a la deserció:
"França, aquesta menyspreable madrastra que envia els seus fills a morir als camps de la carnisseria, és actualment el país més militaritzat del món. La república, aquesta gossa amb el musell tacat de sang podrida tem que els francesos senten els clams revolucionaris del poble rus (...) Va desertar i no obeeix".
La policia esmentà la seua presència al café La Rotonde de Montparnasse, un suposat lloc de referència anarquista. El 20 de novembre de 1921, a la comissaria de policia de Pré-Saint-Gervais, Germaine Berton denuncià que havia perdut o li havien robat els documents d'identitat. Descontenta per haver estat acomiadada, bufetejà al secretari del comissari de policia i fou condemnada el 22 de novembre a tres mesos de presó i a una multa de 25 francs. Estava empresonada a Saint Lazare i a la mateixa cel·la que Bermain de Ravisi.
Conegué a Louis Lecoin, un famós anarquista, que la va acollir amb la seua companya Marie Morand. Treballà en el diari Le Libertaire, en què feia tasques administratives, però també furtava cartes, ordres d'arrest i diners, i l'acaben acomiadant. Desenvolupà en relació amb els diners el comportament anarquista de recuperació o igualació de condicions, perquè considerava que furtar als rics no és un robatori, i també contragué deutes que no pagava. A partir de 1922 deixà de treballar, tenia problemes de salut i tingué un avortament en condicions difícils.
S'enamorà d'un anarquista anomenat Armand, que fou cridat al front i es va suïcidar per no anar a la guerra. Aquest succés li reviscolà el seu antimilitarisme i la dugué a preparar un colp contra Action Française, de la qual Léon Daudet era un membre influent. Els Camelots du roi són, en un cert sentit, el servei d'ordre d'Action Française, i Germaine considerava que hi havia un vincle entre les activitats d'aquest moviment i l'ascens del feixisme. Action française també recolzà Raymond Poincaré en el seu pla d'ocupar el Ruhr el 1923. A més, G. Berton considerava que Daudet era responsable de l'assassinat de Jaurès i dissenyà un pla per assassinar-lo, tot i que acabà triant com a víctima Marius Plateau.

## Marius Plateau
El 22 de gener de 1923, G. Berton assassinà amb un revòlver el director de la Ligue d'Action Française, Marius Plateau, a la seua seu a París. Primer havia volgut atacar un conegut dirigent del moviment nacionalista com Charles Maurras o Léon Daudet. Després, Berton intentà suïcidar-se per escapar de la justícia.
El seu judici fou molt mediàtic. La defensà Henry Torres i, malgrat haver confessat el crim, fou absolta el 24 de desembre de 1923, igual que l'assassí de Jean Jaurès quatre anys abans. Després de l'absolució, Berton feu una gira de conferències. El 1924, fou acollida en el grup anarquista d'Aimargues. El 22 de maig de 1924, després de les baralles causades per una de les seues conferències a Bordeus, la tornaren a arrestar, i fou condemnada a quatre mesos de presó a Fort Hâ i a una multa de 100 francs.
En negar-se a ser detinguda, Berton es posà en vaga de fam durant vuit dies i va haver de ser ingressada a l'hospital de Saint-André el 30 de maig. Durant aquest període, va sofrir trastorns mentals i tractà de suïcidar-se algunes vegades.
Després d'aquest episodi, abandonà les activitats militants i deixà de freqüentar els cercles anarquistes. Es casà amb Paul Burger, pintor nascut a Java el 1888, a París el 17 de novembre de 1925, abans de deixar-lo el 1935 per viure al districte 15 de París amb René Coillot, un impressor. No tornà al punt de mira fins al 1942, quan intentà suïcidar-se i 
morí a l'Hospital Boucicaut als 40 anys, quatre dies després de la mort de Léon Daudet.